# Бейкоз
Бейко́з (тур. Beykoz) — район провинции Стамбул, расположенный на северо-западе полуострова Коджаэли. Бейкоз включает территорию от речек Кючюксу и Гёксу до выхода Босфора в Чёрное море, и реки Рива. С севера омывается Чёрным морем, с запада — проливом Босфор; на востоке граничит с районом Шиле, на юге — с Ускюдаром и Умрание.

## География
Сильно пересечённая местность Бейкоза делится на несколько частей речками Рива, Кючюксу и Гёксу. Максимальная высота над уровнем моря достигает 270 метров.
Территория Бейкоза покрыта лесами, в которых произрастают каштан, дуб, липа, бук лесной, ольха, фундук и другие деревья. В махалле Токаткёй встречается крайне редкий вид сине-голубой сосны.
Некоторые 200-летние каштаны и чинары находятся под охраной Фонда Защиты Культуры и Природы Турции.

## История
Считается, что история Бейкоза насчитывает 2700 лет. В древности здесь было место жертвоприношений Зевсу и Посейдону. Жертвы приносились для безопасного путешествия через воды коварного Чёрного моря и для того, чтобы был попутный ветер.
В 700-х годах до н. э. прибывшие морским путём фракийцы дали название для этой местности «Амикос» в честь фракийского царя Амика. Тем не менее, этот район переходил из рук в руки много раз, так как являлся стратегически важным пунктом пропуска в Чёрное море. За него боролись фракийцы, персы, греки, римляне, византийцы и, наконец, турки-османы.
В конце 14 и начале XV века Баязид Молниеносный присоединяет земли Бейкоза к Османскому государству. После этого изменяется название с Амикос на Бейкоз. Слог «Бей» от слова «бей», «шейх» и слог «коз» от персидского слова, означающего «село».
В Османский период земли Бейкоза, покрытые огромными лесами, были местом охоты и развлечений падишахов и везирей. Здесь было построено много охотничьих домиков, особняков, замков.
В 1912 г. в районе проживало 4894 мусульманина, 2597 греков и 1900 армян.

## Достопримечательности
- Крепость Анадолухисар (в махалле Анадолухисары)
- Крепость Йорос (в махалле Анадолукавагы)
- Гробница святого Йуши (в махалле Анадолукавагы)
- Загородный дворец Кючюксу
- Польская деревня Полонезкёй